# Veněra 9
Veněra 9 (rusky: Венера-9) byla sovětská planetární sonda, která v rámci programu Veněra zkoumala planetu Venuši. Let se uskutečnil v roce 1975. Veněra 9 byla první sonda na oběžné dráze Venuše, přistávací modul pak jako první pořídil fotografie z povrchu jiné planety.

## Orbiter
Orbitální část sondy se skládala z válcovité části se dvěma křídly solárních panelů a s parabolickou anténou s vysokým ziskem. Ke dnu válce byla připojena jednotka s pohonným systémem, vrchol válce byl spojen s kulovitým pouzdrem o průměru 2,4 m, které obsahovalo přistávací modul sondy.
Sonda odstartovala 8. června 1975 pomocí rakety Proton-K/D z kosmodromu Bajkonur. Na oběžnou dráhu Venuše vstoupila 20. října 1975. Úkolem orbitální části bylo zprostředkovávat radiové spojení přistávacího modulu se Zemí a zkoumat horní vrstvy atmosféry planety. Veněra 9 se stala první umělou družicí Venuše.

### Seznam přístrojů orbiteru, experimenty
- infračervený spektrometr
- infračervený radiometr
- ultrafialový fotometr
- fotopolarimetry
- spektrometr
- Lyman-α spektrometr
- mapování bistatickým radarem
- radiové zákrytové experimenty
- tříosý magnetometr
- UV kamera
- 6 elektrostatických analyzátorů
- 2 modulované iontové zádrže
- detektor nízkoenergetických protonů
- detektor nízkoenergetických elektronů
- 3 polovodičové čítače
- 2 čítače výbojů
- Čerenkovův detektor

## Přistávací modul
Dne 20. října 1975 se přistávací modul oddělil od orbitální části a 22. října v 05:13 UTC přistál na povrchu Venuše poblíž Beta Regio na strmém svahu (20°) pokrytém balvany. Přistávací modul byl chlazen cirkulující kapalinou. Přesto vydržel pracovat na povrchu za extrémních podmínek pouze 54 minut.
Sonda zjistila, že vrstva mraků je 30-40 km silná a začíná ve výšce 30-35 km nad povrchem. Bylo analyzováno chemické složení atmosféry, kde byly nalezeny kyselina chlorovodíková, kyselina fluorovodíková, brom a jód. Ostatní měření zahrnovala určení tlaku asi 90 atmosfér (9 MPa), teplotu 485 °C, světelnost na povrchu dosahovala úrovně srovnatelné se zamračeným letním dnem na Zemi. Veněra 9 byla první sondou, která zaslala na Zem černobílé snímky z povrchu Venuše. Na nich lze pozorovat, že v atmosféře není zjevně viditelný prach, kolem sondy byly různé 30-40 cm velké kameny bez eroze. Naplánované 360° panoramatické obrázky nemohly být vytvořeny, protože se u jednoho ze dvou fotoaparátů nepodařilo odstranit kryt čočky. Na Zemi byly odeslány snímky omezené na 180°. Tuto poruchu měla i Veněra 10.